# Piergiuseppe Perazzini
Pas d'image ? Cliquez ici
Piergiuseppe Perazzini, né le 25 janvier 1956 à Florence, est un pilote automobile italien. Il compte notamment quatre participations aux 24 Heures du Mans, en 2010, 2011, 2012 et 2013. 

## Biographie
Il remporte les saisons 2003 et 2004 du championnat de grand tourisme italien,.
En 2011, il prend part à deux courses du championnat Intercontinental Le Mans Cup avec l’écurie AF Corse.
Il participe à l'intégralités des courses du championnat du monde d’endurance FIA en 2012 et 2013 toujours avec la même écurie.
Lors des 24 Heures du Mans 2012, il est victime d'un spectaculaire accrochage avec la Toyota TS030 Hybrid no 8 pilotée par Anthony Davidson,,,,.
Aux côtés de Matteo Cressoni, il défend les couleurs italiennes lors de la première Coupe des Nations FIA GT.